# Ricardo Bucio Mújica
Ricardo Antonio Bucio Mújica (Ciudad de México, 16 de mayo de 1965) es un politólogo y activo ciudadano que fungió como Presidente del Consejo Nacional para Prevenir la Discriminación (CONAPRED del 2009 al 2015,y como Srio. Ejecutivo del Sistema Nacional de Protección Integral de Niñas, Niños y Adolescentes, SIPINNA Nacional del 2015 al 2021, organismo del cual fue fundador. Desde 2021 es Presidente Ejecutivo del Centro Mexicano para la Filantropía.

## Biografía
Licenciado en Ciencias Políticas y Administración Pública por la Universidad Iberoamericana, también estudió Nueva Gerencia Pública, Gestión Pública y Desarrollo Social, en la Universidad Iberoamericana y la Universidad de Chicago. Fue miembro del Consejo Técnico de la Maestría en Derechos Humanos de la Universidad Iberoamericana.
En diciembre de 2009 fue nombrado Presidente del Consejo Nacional para Prevenir la Discriminación y de su Junta de Gobierno; fue ratificado en diciembre de 2012. Representó a México en la Comisión Europea contra el Racismo y la Intolerancia del Consejo de Europa. De diciembre 2009 a agosto de 2014 presidió la Red Iberoamericana de Organismos y Organizaciones contra la Discriminación (RIOOD). 
Fue especialista invitado de la Oficina de la Alta Comisionada de las Naciones Unidas para los Derechos Humanos en Ginebra, Suiza. Fue integrante de la Junta de Gobierno del Consejo Nacional para el Desarrollo y la Inclusión de las Personas con Discapacidad, del Sistema Nacional para Prevenir la Violencia contra las Mujeres, del Consejo Nacional para la Prevención y Control del SIDA, del Consejo Consultivo de la Política Migratoria, y del Movimiento Nacional por la Diversidad Cultural en México. Fue director general Adjunto del Instituto Nacional de Desarrollo Social, Secretario Técnico de la Comisión de Derechos Humanos del Distrito Federal, miembro del Consejo para Prevenir la Discriminación en la Ciudad de México y Coordinador Nacional de Cáritas Mexicana. 
Entre septiembre del 2015 y febrero del 2021 sirvió como Secretario Ejecutivo del Sistema Nacional de Protección Integral de Niñas, Niños y Adolescentes.

## Reconocimientos
- En 2014 fue reconocido por la Revista https://www.quien.com como una de las 50 Personas que mueven a México. 
- En 2019 fue orador invitado de la Ceremonia de Egresados de la Ibero CdMx: https://ibero.mx/prensa/ricardo-bucio-comparte-con-egresados-cuatro-ideas-para-formarse-como-personas-en-libertad
- En 2021 su trabajo fue reconocido por UNICEF México: https://www.unicef.org/mexico/comunicados-prensa/reconocimiento-de-unicef-ricardo-bucio
- En 2022 y en 2024 fue reconocido como uno de los 300 líderes más influyentes de México por la Revista https://lideresmexicanos.com/tag/ricardo-bucio/